# John Allan (rugby à XV, 1963)
Pour les articles homonymes, voir John Allan et Allan.
Pas d'image ? Cliquez ici

b Matchs officiels uniquement.
John Allan, né le 25 novembre 1963 à Glasgow, est un joueur de rugby à XV écossais qui a joué avec l'équipe d'Écosse puis avec l'équipe d'Afrique du Sud, évoluant au poste de talonneur. Il est notamment l'oncle de Tommaso Allan.

## Carrière

### Avec l'équipe d'Écosse
Il dispute son premier test match le 16 juin 1990 contre l'équipe de Nouvelle-Zélande, et son dernier test match avec l'Écosse le 30 octobre 1991 contre la Nouvelle-Zélande. Il participe à la coupe du monde de 1991 (cinq matchs joués).

### Avec l'équipe d'Afrique du Sud
Il dispute son premier test match avec les Springboks le 31 juillet 1993 contre l'équipe d'Australie, et son dernier test match le 10 août 1996 contre la Nouvelle-Zélande.

## Statistiques

### Avec l'équipe d'Écosse
- 9 sélections  (+ 2 non officielles)
- Sélections par années : 1 en 1990, 8 en 1991
- Tournoi des Cinq Nations disputé :  1991

### Avec l'équipe d'Afrique du Sud
- 13 sélections
- Sélections par années : 3 en 1993, 5 en 1994, 5 en 1996